# Michael Paré
Michael Kevin Paré (New York, 9 ottobre 1958) è un attore statunitense.

## Biografia
È figlio di Francis Paré, un negoziante franco-canadese che muore di leucemia quando lui ha solo cinque anni, e di Joan Paré, una casalinga di origine irlandese. Ha tre fratelli e sei sorelle. Dopo esser stato notato da un agente di moda che gli fa immediatamente firmare un contratto, abbandona il mestiere di cuoco per il quale aveva frequentato l'istituto culinario americano. Contemporaneamente all'attività di modello studia inoltre recitazione. Ha partecipato a molti film di seconda categoria, tra cui Philadelphia Experiment, sia per il cinema che per la televisione. Alterna il suo lavoro di attore con quello di cantante. Dal 2000 collabora con il regista tedesco Uwe Boll.

## Vita privata
Si è sposato tre volte: nel 1980 con la produttrice cinematografica Lisa Katselas, da cui però ha divorziato nel 1982; dal 1986 al 1988 con l'attrice Marisa Roebuck, e infine dal 1992 l'ex modella Marjolein Booy, che gli ha dato un figlio.

## Filmografia parziale

### Cinema
- La banda di Eddie (Eddie and the Cruisers), regia di Martin Davidson (1983)
- Undercover, regia di David Stevens (1983)
- Strade di fuoco (Streets of Fire), regia di Walter Hill (1984)
- Philadelphia Experiment (The Philadelphia Experiment), regia di Stewart Raffill (1984)
- Space Rage, regia di Conrad E. Palmisano (1985)
- Giustizia privata (Instant Justice), regia di Denis Amar (1986)
- The Women's Club, regia di Sandra Weintraub (1987)
- Gli angeli dell'odio (World Gone Wild), regia di Lee H. Katzin (1987)
- Eddie and the Cruisers II: Eddie Lives!, regia di Jean-Claude Lord (1989)
- Il sole buio, regia di Damiano Damiani (1990)
- Moon 44 - Attacco alla fortezza (Moon 44), regia di Roland Emmerich (1990)
- Un uomo di successo (The Closer), regia di Dimitri Logothetis (1990)
- Dragonfight, regia di Warren A. Stevens (1990)
- Trappola d'acciaio (The Last Hour), regia di William Sachs (1991)
- Eroe per forza (Killing Streets), regia di Stephen Cornwell (1991)
- Shotgun - Insieme ad ogni costo (Into the Sun), regia di Fritz Kiersch (1991)
- Bersaglio di mezzanotte (Sunset Heat), regia di John Nicolella (1992)
- Senza tregua (Blink of an Eye), regia di Bob Misiorowski (1992)
- Fuoco incrociato (Point of impact), regia di Bob Misiorowski (1993)
- Deadly Heroes - Impatto pericoloso (Deadly Heroes), regia di Menahem Golan (1993)
- Warriors - Scontro finale (Warriors), regia di Shimon Dotan (1994)
- Lunar Cop - Poliziotto dello spazio (Lunarcop), regia di Boaz Davidson (1995)
- Villaggio dei dannati (Village of the Damned), regia di John Carpenter (1995)
- Raging Angels, regia di Alan Smithee (1995)
- The Dangerous, regia di Rod Hewitt e David Winters (1995)
- Bad Moon - Luna mortale (Bad Moon), regia di Eric Red (1996)
- La terra è in pericolo (Falling Fire), regia di Daniel D'or (1997)
- Mercanti di morte (Merchant of Death), regia di Yossi Wein (1997)
- Ricominciare a vivere (Hope Floats), regia di Forest Whitaker (1998)
- Back to Even, regia di Rod Hewitt (1998)
- October 22: una storia di ordinaria follia (October 22), regia di Richard Schenkman (1998)
- Uomini perduti (Men of Means), regia di George Mendeluk (1998)
- Il giardino delle vergini suicide (The Virgin Suicides), regia di Sofia Coppola (1999)
- Space Fury, regia di Eli Necakov (1999)
- Peril, regia di David Giancola (2000)
- Sanctimony, regia di Uwe Boll (2000)
- A Month of Sundays, regia di Stewart Raffill (2001)
- Blackwoods, regia di Uwe Boll (2001)
- Heart of America, regia di Uwe Boll (2002)
- The Fate - La mano del destino (Fate), regia di Ace Cruz (2003)
- Red Serpent, regia di Gino Tanasescu (2003)
- Gargoyles (Gargoyle's Revenge), regia di Jim Wynorski (2004)
- Atterraggio d'emergenza (Crash Landing), regia di Jim Wynorski (2005)
- Komodo vs. Cobra, regia di Jim Wynorski (2005)
- BloodRayne, regia di Uwe Boll (2005)
- Seed, regia di Uwe Boll (2007)
- Polycarp, regia di George Lekovic (2007)
- Postal, regia di Uwe Boll (2007)
- BloodRayne 2 (BloodRayne II: Deliverance), regia di Uwe Boll (2007)
- La prigione maledetta (Furnace), regia di William Butler (2007)
- Ninja Cheerleaders, regia di David Presley (2008)
- Tunnel Rats, regia di Uwe Boll (2008)
- Perimetro di paura (100 Feet), regia di Eric Red (2008)
- Far Cry, regia di Uwe Boll (2008)
- Dark World, regia di Zia Mojabi (2008)
- Road to Hell, regia di Albert Pyun (2008)
- Alone in the Dark II, regia di Michael Roesch e Peter Scheerer (2009)
- The Perfect Sleep, regia di Jeremy Alter (2009)
- Direct Contact, regia di Danny Lerner (2009)
- Rampage, regia di Uwe Boll (2009)
- Tales of an Ancient Empire, regia di Albert Pyun (2010)
- Cool Dog - Rin Tin Tin a New York (Cool Dog), regia di Danny Lerner (2010)
- Amphibious 3D, regia di Brian Yuzna (2010)
- The Lincoln Lawyer, regia di Brad Furman (2011)
- BloodRayne: The Third Reich, regia di Uwe Boll (2011)
- Blubberella, regia di Uwe Boll (2011)
- Gone, regia di Heitor Dhalia (2012)
- Maximum Conviction, regia di Kenoi Waxman (2012)
- How Sweet It Is, regia di Brian Herzlinger (2013)
- Real Gangsters, regia di Frank D'Angelo (2013)
- Assalto a Wall Street (Assault on Wall Street), regia di Uwe Boll (2013)
- Suddenly, regia di Uwe Boll (2013)
- Jet Set, regia di John Sjogren (2013)
- The Last Outlaw, regia di Brett Kelly (2014)
- Snapshot, regia di Eric Etebari (2014)
- Wings of the Dragon, regia di Dimitri Logothetis (2014)
- The Big Fat Stone, regia di Frank D'Angelo (2014)
- The Vatican Tapes, regia di Mark Neveldine (2015)
- Il buono, il brutto e il morto (The Good, the Bad and the Dead), regia di Timothy Woodward Jr. (2015)
- Bone Tomahawk, regia di S. Craig Zahler (2015)
- The Infiltrator, regia di Brad Furman (2016)
- Gangster Land (In the Absence of Good Men), regia di Timothy Woodward Jr. (2017)
- City of Lies - L'ora della verità (City of Lies), regia di Brad Furman (2018)
- Terrore dal profondo (It Crawls Beneath), regia di Dale Fabrigar (2022)

### Televisione
- Crazy Times, regia di Lee Philips – film TV (1981)
- Ralph supermaxieroe (The Greatest American Hero) – serie TV, 30 episodi (1981-1983)
- Houston Knights - Due duri da brivido (Houston Knights) – serie TV, 30 episodi (1987-1988)
- Sotto la cenere (Empire City), regia di Mark Rosner – film TV (1992)
- Triplecross - Torbido inganno (Triplecross), regia di Jenö Hodi – film TV (1995)
- Cold Case - Delitti irrisolti (Cold Case), serie TV, episodio 1x20 (2004)
- Dr. House - Medical Division (House, M.D.) – serie TV, episodio 8x01 (2011)
- Jason's Letter, regia di Terrance Tykeem – film TV (2017)
- Mai fidarsi di quel ragazzo (The Wrong Friend), regia di David DeCoteau – film TV (2018)
- Trappola di famiglia (Mommy's Deadly Con Artist), regia di David DeCoteau - film TV (2021)

## Doppiatori italiani
Nelle versioni in italiano delle opere in cui ha recitato, Michael Paré è stato doppiato da:
- Massimo Lodolo in Sotto la cenere, Fuoco incrociato, BloodRayne 2
- Massimo De Ambrosis in Ricominciare a vivere, City of Lies - L'ora della verità
- Tonino Accolla in Strade di fuoco
- Roberto Pedicini ne Il sole buio
- Angelo Maggi in Moon 44 - Attacco alla fortezza
- Gianluca Iacono in Bad moon - Luna mortale
- Luciano Marchitiello in Mercanti di morte
- Danilo Di Martino in Atterraggio d'emergenza
- Marco Baroni in Postal
- Vittorio Guerrieri in Cold Case - Delitti irrisolti
- Roberto Certomà in Far Cry
- Stefano Billi in Rampage
- Stefano Valli in Dr. House - Medical Division
- Andrea Lavagnino in Leverage - Consulenze illegali
- Fabrizio Temperini in Gone
- Stefano Mondini in Maximum Conviction
- Roberto Fidecaro in Bone Tomahawk